# Trofeul Campionilor EHF Feminin
Trofeul Campionilor EHF Feminin este o competiție de handbal care se dispută între câștigătoarea Cupei Cupelor, a Ligii Campionilor, a Cupei EHF și o echipă invitată.Este organizată de Federația Europeană de Handbal. În 2007 a fost câștigată de campioana României, Oltchim Râmnicu-Vâlcea.